# 527 (tal)
527 är det naturliga heltal som följer 526 och följs av 528.

## Matematiska egenskaper
- 527 är ett udda tal.
- 527 är ett sammansatt tal.
- 527 är ett semiprimtal[1].
- 527 är ett defekt tal.

## Inom vetenskapen
- 527 Euryanthe, en asteroid.